# Matthias Richards
Matthias Richards (Pottstown, 26 febbraio 1758 – 4 agosto 1830) è stato un politico statunitense membro della United States House of Representatives della Pennsylvania.

## Biografia
Matthias Richards nacque vicino a Pottstown, Pennsylvania. Aveva molti fratelli e sorelle, tra cui il fratello maggiore John Richards. La sua educazione scolastica venne curata da insegnanti privati, come tipicamente avveniva in molte famiglie di allora.
Si arruolò e prestò servizio durante la Rivoluzione Americana come soldato semplice nel 2º Battaglione della Milizia di Berks County, sotto il comando del Col. Daniel Udree, dal 5 agosto 1777 fino al 5 gennaio 1778. Nel 1780 ottenne il grado di maggiore del 4º Battaglione della Milizia della Contea di Filadelfia.
Nel 1788 Richards fu eletto giudice di pace, ufficio che resse per quarant'anni. Fu nominato giudice delle Corti della Berks County (1791-1979) dal Governatore Shulze, suo nipote.
Eletto al Congresso, Richards fu nominato ispettore delle dogane (1801-1802), e riscossore delle entrate per il nono distretto della Pennsylvania nel 1813, e addetto alla Corte degli orfani per la Berks Conty nel 1823. Fu anche un mercante a Reading, Pennsylvania, fino alla sua morte il 4 agosto 1830.

### Famiglia e matrimonio
Diventato artigiano e sellaio, Richards sposò Maria Salome Muhlenberg, detta Sally, all'epoca quindicenne, l'8 maggio 1782. Era la figlia minore di Henry Melchior Muhlenberg. Tra i loro figli, John William Richards, che divenne ministro; il figlio Matthias Henry Richards divenne professore di inglese al Muhlenberg College nel 1868.
Richards fu sepolto nella città dove passò la maggior parte della sua vita, Reading, nel cimitero cittadino, dedicato a Charles Evans.

## Al Congresso
Richards fu eletto come Democratico-Repubblicano al decimo e undicesimo Congresso. Non si candidò per essere rieletto nel 1810.